# Unione Sportiva Triestina 1956-1957
Questa voce raccoglie le informazioni riguardanti l'Unione Sportiva Triestina nelle competizioni ufficiali della stagione 1956-1957.

## Rosa
| N. |                   | Ruolo | Calciatore           |
| -- | ----------------- | ----- | -------------------- |
|    | Italia (bandiera) | P     | Piero Bandini        |
|    | Italia (bandiera) | D     | Denis Brunazzi       |
|    | Italia (bandiera) | D     | Carlo Belloni        |
|    | Italia (bandiera) | D     | Mario Claut          |
|    | Italia (bandiera) | D     | Renato Toso          |
|    | Italia (bandiera) | D     | Giancarlo Cialabrini |
|    | Italia (bandiera) | D     | Silvano Merkuza      |
|    | Italia (bandiera) | C     | Rino Ferrario        |
|    | Italia (bandiera) | C     | Francesco Petagna    |
|    | Italia (bandiera) | C     | Lionello Tulissi     |
|    | Italia (bandiera) | C     | Piero Cazzaniga      |
|    | Italia (bandiera) | C     | Dario Stolfa         |

| N. |                     | Ruolo | Calciatore         |
| -- | ------------------- | ----- | ------------------ |
|    | Italia (bandiera)   | C     | Velio Freschi (II) |
|    | Italia (bandiera)   | C     | Giulio Costelli    |
|    | Italia (bandiera)   | A     | Gianfranco Petris  |
|    | Ungheria (bandiera) | A     | László Szőke       |
|    | Italia (bandiera)   | A     | Sergio Brighenti   |
|    | Italia (bandiera)   | A     | Rinaldo Olivieri   |
|    | Italia (bandiera)   | A     | Italo Mazzero      |
|    | Italia (bandiera)   | A     | Mario Renosto      |
|    | Italia (bandiera)   | A     | Cesare Clemente    |
|    | Perù (bandiera)     | A     | Hugo Natteri       |
|    | Italia (bandiera)   | A     | Luigi Trevisan     |

## Risultati

### Serie A

#### Girone di andata
| 16 settembre 1956 1ª giornata | Milan | 2 – 1 | Triestina |  |

| 23 settembre 1956 2ª giornata | Triestina | 1 – 2 | Napoli |  |

| 30 settembre 1956 3ª giornata | Padova | 1 – 1 | Triestina |  |

| 7 ottobre 1956 4ª giornata | Triestina | 1 – 0 | Torino |  |

| 14 ottobre 1956 5ª giornata | Udinese | 0 – 1 | Triestina |  |

| 21 ottobre 1956 6ª giornata | Triestina | 1 – 1 | Sampdoria |  |

| 28 ottobre 1956 7ª giornata | Triestina | 1 – 1 | Roma |  |

| 18 novembre 1956 8ª giornata | Genoa | 0 – 1 | Triestina |  |

| 25 novembre 1956 9ª giornata | Triestina | 0 – 0 | Bologna |  |

| 2 dicembre 1956 10ª giornata | Inter | 1 – 0 | Triestina |  |

| 16 dicembre 1956 11ª giornata | Triestina | 2 – 1 | Lanerossi Vicenza |  |

| 23 dicembre 1956 12ª giornata | Lazio | 2 – 0 | Triestina |  |

| 30 dicembre 1956 13ª giornata | Fiorentina | 3 – 0 | Triestina |  |

| 6 gennaio 1957 14ª giornata | Triestina | 1 – 1 | Palermo |  |

| 13 gennaio 1957 15ª giornata | SPAL | 0 – 1 | Triestina |  |

| 20 gennaio 1957 16ª giornata | Triestina | 3 – 0 | Juventus |  |

| 27 gennaio 1957 17ª giornata | Atalanta | 3 – 1 | Triestina |  |

#### Girone di ritorno
| 3 febbraio 1957 18ª giornata | Triestina | 1 – 3 | Milan |  |

| 10 febbraio 1957 19ª giornata | Napoli | 2 – 1 | Triestina |  |

| 17 febbraio 1957 20ª giornata | Triestina | 0 – 0 | Padova |  |

| 24 febbraio 1957 21ª giornata | Torino | 1 – 0 | Triestina |  |

| 3 marzo 1957 22ª giornata | Triestina | 1 – 0 | Udinese |  |

| 10 marzo 1957 23ª giornata | Sampdoria | 1 – 1 | Triestina |  |

| 17 marzo 1957 24ª giornata | Roma | 3 – 1 | Triestina |  |

| 24 marzo 1957 25ª giornata | Triestina | 2 – 1 | Genoa |  |

| 31 marzo 1957 26ª giornata | Bologna | 0 – 0 | Triestina |  |

| 7 aprile 1957 27ª giornata | Triestina | 2 – 2 | Inter |  |

| 14 aprile 1957 28ª giornata | Lanerossi Vicenza | 3 – 1 | Triestina |  |

| 28 aprile 1957 29ª giornata | Triestina | 1 – 1 | Lazio |  |

| 5 maggio 1957 30ª giornata | Triestina | 0 – 0 | Fiorentina |  |

| 19 maggio 1957 31ª giornata | Palermo | 2 – 1 | Triestina |  |

| 2 giugno 1957 32ª giornata | Triestina | 2 – 0 | SPAL |  |

| 9 giugno 1957 33ª giornata | Juventus | 4 – 3 | Triestina |  |

| 16 giugno 1957 34ª giornata | Triestina | 0 – 1 | Atalanta |  |